# Görögország borászata

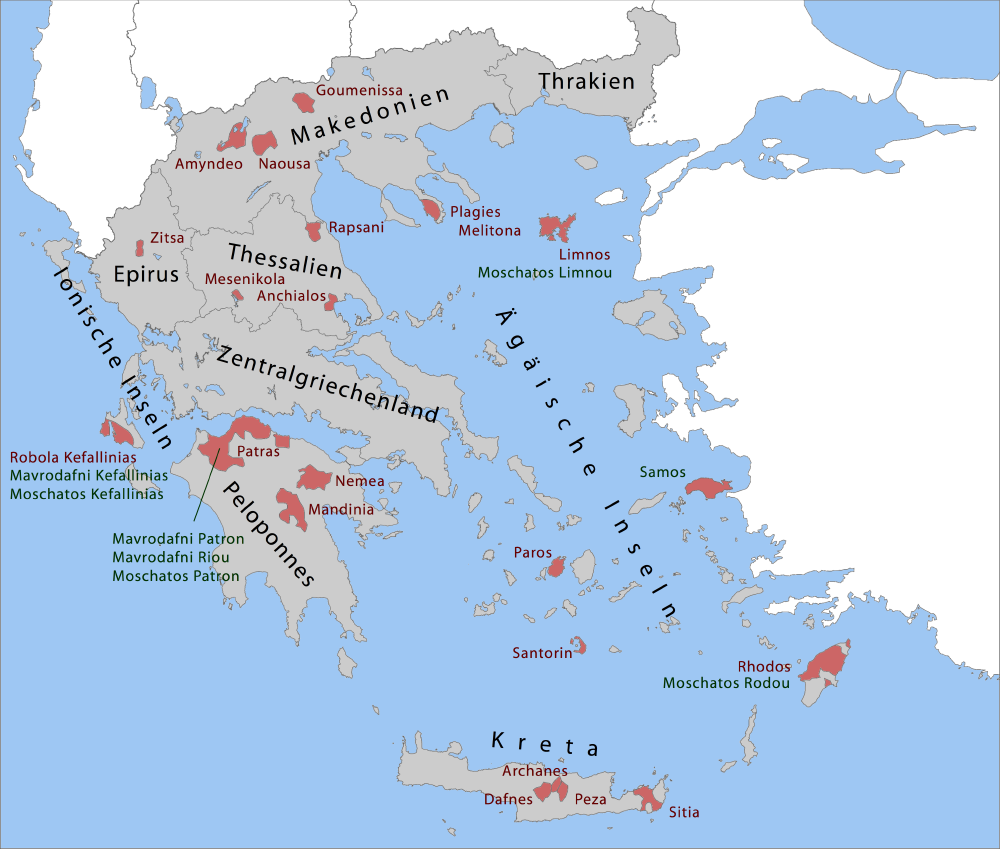
Görögország borrégiói és borvidékei

A Balkán-félsziget déli részén elterülő Görögország éghajlata mediterrán, a szőlőtermeléshez optimális. Terepe erősen tagolt (a legmagasabb csúcsok megközelítik a hóhatárt), tehát termőhelyi- és talajviszonyai változatosak. Ennek megfelelően háromszáznál is több egyedi, ősi szőlőfajtával büszkélkedhet. Már ókori római szerzők is úgy emlegették, hogy annyi a szőlőfajta Görögországban, mint égen a csillag. Hagyományosan főleg fehérborszőlőket termesztenek; a legnépszerűbbek az aromás fehér borok.

## Borrégiók és borvidékek
Az ország területét kilenc borrégióra osztják:
- makedon borrégió,
- trák borrégió,
- epiruszi borrégió,
- thesszáliaia borrégió,
- közép-görög borrégió,
- jón borrégió,
- peloponnészoszi borrégió,
- égei borrégió,
- krétai borrégió.

### Makedon borrégió
A makedon borrégió Görögország Nyugat-Makedónia és Közép-Makedónia közigazgatási régiókat, valamint az Athosz-hegyi Köztársaság autonóm szerzetesi államát öleli fel. Fő fehér fajtája az assyrtiko, a vörösborszőlők közül érdemleges a vékony héjú xinomavro. Fontosabb borvidékei:
- Drama viszonylag alacsonyan fekvő, agyagos talajú termőterülettel; védett származási hely.
- Naoussa borvidék — alacsonyabban fekvő, agyagos termőhellyel; eredetvédett borvidék.
- Amyndeon borvidék — homokos, sovány talajú termőhely mintegy 700 m-rel a tenger szintje felett; eredetvédett borvidék.[1]

### Peloponnészoszi borrégió
A Peloponnészoszi-félsziget és Attika meszes talajú, 650–850 m magasan fekvő termőterületei közül kettő ismertebb; mindkettő elegáns, a savakat kiválóan megőrző meszes talajú borvidék:
- Nemea borvidék különlegessége, hogy itt főleg vörösborszőlőket termesztenek. Vezető szőlőfajtája a moschofilero
- Mantineia borvidék a görög hagyományoknak megfelelően fehérboros. Vezető szőlőfajtája az agiorgitiko.

### Égei borrégió
Az égei borrégió az Égei-tenger szigetei9t fogja össze, leghíresebb termőterülete a Szantorini borvidék. A kis szigetcsoportot azonban egyes szerzők a többi szigettől elkülönítve, önálló borrégiónak tekintik, mivel szőlői nem meszes talajon, hanem andezittufán nőnek. Az egykori vulkán kalderája a legkifejezőbb vulkanikus borok tenyérnyi termőterülete, ennek megfelelően drága borokkal.

## Görög szőlőfajták
Már ókori római szerzők is úgy emlegették, hogy annyi a szőlőfajta Görögországban, mint égen a csillag.
Hagyományosan főleg fehérborszőlőket termesztenek:
- az asszirtiko (Assyrtiko) főleg az égei borrégióban, tehát az Égei-tenger görög szigetein jellemző, de főleg a Szantorini borvidéken terjedt el. Nevét egy népszerű hipotézis az „assyrico”, azaz „asszír”, illetve „szír” szóból származtatja. Egy másik elképzelés szerint a spanyol Jerezből származik, és neve eredetileg a helyi dialektusban „seri” volt, illetve lehetett; ennek görögös módosulása a mostani név. Genetikai bizonyíték egyik koncepcióra sincs. Ez a fajta a ritkább és borászatilag kevésbé jelentős
  - Gaidouria és
  - Platani

fajták őse.
- az athiri könnyen termeszthető és népszerű fajta. Az asszirtikónál kevésbé gyakori, de elterjedt az Égei-tenger szigetein, tehát az égei és a krétai borrégióban, valamint Szantorinin. Termesztik még Kelet-Makedóniában (trák borrégió) és a Halkidiki-félszigeten (makedon borrégió) is. Névváltozatai: Asprathiri, Asprathiro, Athisi Aspro. Vörös génmutatációját
  - athiri mavro néven a Kükládok szigetein termesztik, így Szantorinin is.

Nevét sokan Szantorini legnagyobb szigete, Thira nevéből eredeztetik. Genetikailaig valószínű, hogy ősi, az Égei-tenger medencéjéből származó fajta.
Borából ritkán készítenek csúcstételeket, bár hűvösebb hegyoldalakon ez is előfordul. Jellemzően friss, citrusos-gyümölcsös, könnyed borokat ad alacsony alkohol- és gyakran túl alacsony savtartalommal.
- a roditisz a Görögországban második legnagyobb területen, így 2008-ban közel 10 ezer hektáron termesztett szőlőfajtája. Nevét az egyik elképzelés Rodosz szigetéről eredezteti, a másik a „rodon” (rozé) színből, mivel bogyójának színe rózsás árnyalatú. Több változata (klónja) ismeretes:
  - fehér roditisz (Roditis Lefkos), zöld színű bogyókkal,
  - vörös roditisz (Roditis Kokkinos) genetikailag a Tourkopoula fajtával azonos, a borkereskedelemben inkább „Rodosz szigeti vörösbor” jelentéssel ismert.

Az egyes borvidékeken feltűnő helyi klónok sokasága is a fajta görög eredetére utal:
- - az aleppói roditisz (Roditis Alepou) elsősorban az észak-peloponnészoszi régióban,
  - a kanellatoszi roditisz Roditis Kanellatos a Jón-szigetek közé tartozó Lefkáda szigetén,
  - az ún. mégarai roditisz Attikában (peloponnészoszi borrégió) lelhető fel.

Bora gyakran teljesen jellegtelen, ilyenkor sokszor retsinának dolgozzák fel. Savtartalma a termőhelytől függően változó, aromája többnyire sárgadinnyés, érett almás. Hűvösebb hegyoldalakon ásványos, hosszú, citrusosan üde és jó savú bort is adhat.
- Az ősi görög fajtának tartott malagousia valószínűleg a szárazföldi déli részéről, Náfpaktosz környékéről származik. Majdnem kihalt, amikor Vaszilisz Logothetis, a Thesszaloniki Agráregyetem professzora az 1970–80-as években nyugat-görög hegyi falvakból újraszelektálta, és kísérleti ültetvényt hozott létre Halkidiki középső félszigetén, a Porto Carras birtokon. A birtok borásza, Vangélisz Gerovassziliou lehetőséget látott a fajtában, és sokat tett annak elterjesztéséért. 2018-ra mér közel közel 300 hektáron termett szerte az országban.

Kifejezetten melegtűrő fajta, de hajlamos az oxidálódásra. A kis bogyójú változat savasabb, a nagyobb bogyók aromásabb borokat adnak. Az eltérő klíma és művelés nagyon eltérő stílusokat eredményez a friss, aromás és könnyed boroktól a jó savú és elegáns tételeken át a nehéz, testes és hordós tételekig, sőt a héjon áztatott változatokig. Jellegzetes aromái a bazsalikomtól a citrusokon át az egzotikus gyümölcsökig és a rózsás jegyekig terjedhetnek. Gyakran házasítják assyricóval, amibe így csempésznek aromákat.
- A moschofilero valószínűleg a Peloponnészosz-félszigetről, Mantineia borvidékről származik. A helyiek gyakran csak filerinek hívják, hangoztatják, hogy moschofilero szőlőfajta nem is létezik, csak a fileri szőlőcsalád alfajtája — a család genetikailag valóban igen sokszínű. A fő klón héja rózsaszínes, de van fehér (asprofilero), sárga (xanthofilero), sötét (mavrofilero) és vörös (fileri kokkino) változata is.

A Thessaloniki Agráregyetem kutatói szerint a fajtacsalád tagjainak tulajdonságai változatosak, így cukortartalmuk és savszerkezetük is. Bőven terem, de bora ilyenkor könnyed tucatbor, amit 2–3 euróért vehetünk a közértekben. Virágos, szőlős aro9májú. Magas savtartalma okán habzóbort is készítenek belőle.
Magasabb hegyoldalakon, jelentős hőingásnak kitéve és terméskorlátozás mellett kifejezetten jó savú, koncentráltabb borokat ad. A legjobb termelők több klón vegyes telepítésével érik el a kívánt stílust. Az eredetvédett területeken a borokat legalább 85 %-ban a filero család klónjaiból kell készíteni, a maradék 15 %-ban az Asproudes, Savatiano és roditisz fajták szerepelhetnek.
- Az ősi görög limnio fajtát sokan (genetikai bizonyíték nélkül) az Arisztotelész és Pollux által leírt „Lemni” fajtával azonosítják — ez Nyugat-Makedóniában az ókori Marónia borrégió híres borának fő alapanyaga volt. Mások a névazonosság alapján úgy vélik, hogy az Égei-tenger északi részén lévő Limnosz szigetéről származik. Török neve: Kalambaki. (DNS-vizsgálatok bizonyítják, hogy semmi köze a Thesszáliában, mindössze 10 hektáron termelt limniona fajtához.)

Limnosz szigetén túl az Égei-tenger északi partvonalán, Nyugat-Makedóniában és Trákiában is termesztik.
Fajtabora jellegzetesen fűszeres, határozott tanninszerkezettel. Alkoholtartalma gyakran jelentős, ezért nagy borokat inkább az északi, hűvösebb területeken ad, ahol jó savai is lehetnek. Előszeretettel házasítják cabernet fajtákkal (cabernet sauvignon, cabernet franc).